# Непростимо (2000)
Непростимо (на английски: Unforgiven) е третото pay-per-view събитие от поредицата Непростимо, продуцирано от Световната федерация по кеч (WWF). Събитието се провежда на 24 септември 2000 г. във Филаделфия, Пенсилвания.

## Обща информация
Основното събитие е фатален мач с четири души за Титлата на WWF. Скалата защитава титлата срещу Крис Беноа, Гробаря и Кейн. Първоначално Беноа печели мача, като тушира Гробаря, но тъй като кракът на Undertaker му е на въжето и реферът не го забелязва, мачът е рестартиран и Скалата приковава Беноа след Натиска на Скалата, за да запази титлата.

## Резултати
| №                                         | Резултати | Правила                                                      | Време |
| ----------------------------------------- | --- | ------------------------------------------------------------ | ----- |
| 1                                         | Право на цензура (Бул Бучанън, Кръстника, Стивън Ричардс и Вал Винъс) побеждават Дяконите (Брадшоу и Фарук) и Дъдли бойз (Бъба Рей Дъдли и Дивон Дъдли) | Осморен отборен мач                                          | 6:04  |
| 2                                         | Таз поб. Джери Лоулър чрез предаване | Мач с колан                                                  | 5:05  |
| 3                                         | Стив Блекман последен елиминира Пери Сатърн (ш) (с Тери Рънълс)                                                                                         | Хардкор кралска битка за Хардкор титлата на WWF              | 10:00 |
| 4                                         | Крис Джерико поб. Екс Пак чрез предаване | Индивидуален мач                                             | 9:03  |
| 5                                         | Харди бойз (Мат Харди и Джеф Харди) (с Лита) поб. Острието и Крисчън (ш) излизайки от клетката                                                          | Мач в Стоманена клетка за Световните отборни титли на WWF    | 13:32 |
| 6                                         | Еди Гереро (ш) (с Чайна) поб. Рикиши чрез дисквалификация                                                                                               | Индивидуален мач за Интерконтиненталната титла на WWF        | 6:03  |
| 7                                         | Трите Хикса (със Стефани Макмеън–Хелмсли) поб. Кърт Енгъл                                                                                               | Мач без дисквалификации с Мик Фоли като специален гост съдия | 17:26 |
| 8                                         | Скалата (ш) поб. Крис Беноа, Кейн и Гробаря | Мач фатална четворка за Титлата на WWF                       | 15:18 |
| - (ш) – указва шампиона/шампионите в мача | |                                                              |       |